# 木造教親
木造 教親（こづくり のりちか）は、室町時代の武将・公家。木造家5代当主。「教」の字は室町幕府第8代将軍足利義教より偏諱を受けたもの。

## 生涯
木造氏は伊勢国の国司大名北畠氏庶流の筆頭であったが、足利義満の代に在京し幕府に接近するようになり、応永21年（1414年）に北畠満雅が挙兵した際も教親の祖父・木造俊康は幕府方として戦った。そのため、木造氏は北畠氏を上回る官位に昇るようになり、木造教親も享徳元年（1452年）参議として公卿に列すと、長禄2年（1458年）権中納言、寛正6年（1465年）従二位に叙任されている。
応仁元年（1467年）畠山氏・斯波氏の家督相続問題などが関係して応仁の乱が発生する。8代将軍足利義政の弟足利義視は、当初は東軍に属し6月には西軍追討の総大将となったが、その後、室町殿から今出川殿に戻され、更に細川勝元の態度から、身辺に不安を感じるようになっていた。
同年8月23日に足利義視は中立であった北畠家を頼るため、教親の陣所の中山殿に入り、教親に警護されて武者小路を東へ向かい、蛸薬師の辻を一条へ向かった。釘貫門は東軍の富樫政親の兵が守っていたが、教親が「三条内府が病気で東山に居り、今出川殿（足利義視）が見舞いに参るのである。開門せよ」と言った。しかし、富樫は不審がって開けず「鍵が無い」と答えたため、教親は予てより用意しておいた合鍵で開門した。足利義視は近江坂本の石川次郎の館に入り、義姉の日野富子がお忍びで坂本に来たのでお暇乞いを行い、伊賀を抜けて伊勢に入り、翌9月6日に北畠教具に迎えられた。
応仁2年（1468年）10月2日または12月2日に伊勢国にて薨去。享年45。

## 官歴
注記のないものは『諸家伝』による。
- 時期不詳：従四位上[2]
- 享徳元年（1452年） 10月8日：参議、右近衛中将如元
- 享徳2年（1453年） 正月5日：正四位下。3月25日：土佐権守
- 享徳3年（1454年） 2月11日：従三位
- 長禄2年（1458年） 正月5日：正三位。3月24日：備中権守。12月21日：権中納言
- 寛正6年（1465年） 正月5日：従二位
- 応仁2年（1468年） 10月2日[3]または12月2日：薨去（於伊勢国）